# 小方颯
小方 颯（おがた そう、2003年4月28日 - ）は、日本の男子競泳選手。神奈川県相模原市出身。

## 経歴
相模原市立旭中学校、日本大学高校卒、日本大学在学中。
2019年、2021年のインターハイでは200m・400m個人メドレーで2大会連続の2冠を達成した。
2022年日本選手権の200m個人メドレーで日本選手権初優勝を果たし、アジア競技大会代表に内定するが、大会は延期となった。
2022年12月に開催された世界短水路選手権の200m個人メドレーでは8位、400m個人メドレーでは5位入賞を果たした。
2023年日本選手権の200m個人メドレーで派遣標準記録を突破し、2023年世界水泳選手権代表に内定した。
2023年世界水泳選手権の200m個人メドレーでは準決勝で1分57秒06の自己ベストで決勝に進出し、決勝では8位入賞を果たした。